# Pere Boldú i Tilló
Pere Boldú i Tilló   (Arbeca, 1926 - Lleida, 2009). Dirigent del cooperativisme català. Va formar part del Consell Superior de la Cooperació de Catalunya, fou vicepresident de la Federació de Cooperatives Agràries de Catalunya i President de la Cooperativa del Camp l'Arbequina, de l'Agrupació de Cooperatives agrícoles de les Terres de Lleida i de la Fundació Catalana de Cooperació.

## Biografia
Pere Boldú va néixer a Arbeca (Garrigues) el 4 de maig de 1926 al si d'una família pagesa petita-mitjana propietària. La família del seu pare estava molt marcada políticament, tant el seu pare Ramon com els dos tiets es van integrar a la CNT. El més gran Pere Boldú Ribera va ser un conegut militant anarcosindicalista de la província i durant la Guerra Civil va ocupar el càrrec de segon alcalde de l'Ajuntament d'Arbeca. Per part de la seva mare, que també era d'esquerres, la implicació política era menor. Tot i així es va criar en un ambient familiar força polititzat. Després de la Guerra Civil el seu oncle més petit va passar anys a diverses presons franquistes mentre que el seu pare i el germà gran d'aquest es van exiliar passant per diversos camps de concentració francesos i alemanys. El seu pare mai no va tornar a Espanya i va morir a l'exili a França el 1972. D'altra banda la seva mare va marxar a França per reunir-se amb ell cap el 1947-48, quan Pere Boldú es trobava fent el servei militar, i tornà el 1973, per tant s'hagué de fer càrrec de la criança de les seves dues germanes petites.
El 1956 Boldú es va incorporar com a soci a la Cooperativa Provincial Avícola y Ganadera (COPAGA) d'Arbeca i el 1968 entrà a la Junta Rectora de la cooperativa a la que va contribuir a modernitzar.
El 1968 la seva dona, l'arbequina Dolors Montané amb qui s'havia casat el 1955 i havia tingut dues filles, va morir en un accident domèstic. Quan es va poder recuperar d'aquesta tragèdia que li va enfonsar s'involucrà en el que va ser la seva passió: el progrés de la pagesia i del cooperativisme agrari.
A més de la seva intensa activitat dins COPAGA durant els últims anys de la dictadura i els primers de la transició va augmentar la seva activitat sindical i cooperativa al marge de les estructures del règim. El 1973 plantejà la necessitat de crear una Federació de Cooperatives de Catalunya i el 1974 va promoure clandestinament el sindicat Unió de Pagesos. Així mateix durant la Transició va militar en la clandestinitat dins el PSC-Reagrupament, liderat per Josep Pallach i després va militar en el PSC. A la Generalitat provisional liderada per Josep Tarradellas, en el període en què s'havia de reestructurar el cooperativisme català, Pere Boldú va formar part de la Conselleria d'Agricultura.
Paral·lelament augmentà la seva implicació a la cooperativa del seu poble, la Cooperativa del Camp l'Arbequina. Es va incorporar a la seva Junta Rectora com a president el 1979, càrrec que ocupà fins 1985. En aquests sis anys la gestió de Boldú com a president se centrà sobretot en modernitzar les infraestructures i l'administració de la cooperativa. Així mateix liderà el procés de desmantellament de la Unión Nacional de Cooperativas del Campo (UTECO) de Lleida, que en l'organigrama del cooperativisme durant el franquisme aixoplugava a les cooperatives de la província donant pas a partir de 1979 a dues noves cooperatives de segon grau que es van repartir les tasques que fins aleshores feia la UTECO. Boldú va ser el president d'una d'aquestes dues, la dedicada a les seccions de compres, cereals i fruitera anomenada Agrupació de Cooperatives Agrícoles de les Terres de Lleida (1980). Des d'aquest càrrec va col·laborar en la constitució de la Federació de Cooperatives Agràries de Catalunya, de la que va ser vicepresident, o va ser present en les negociacions de la Llei de Cooperatives de Catalunya. El 1989 va rebre de la mà del president de la Generalitat de Catalunya, Jordi Pujol, la medalla de l'Agricultura Catalana.
Durant la dècada dels anys vuitanta la proposta de Boldú havia estat crear una Confederació de Cooperatives Agràries d'Espanya i que les UTECO que encara existien es reconvertissin en federacions de cooperatives agràries d'àmbit autonòmic de forma semblant a la que ja existia a Catalunya. Així es va fer i el desembre del 1986 naixia la Unión de Cooperativas Agrarias de España (UCAE) amb Boldú com a vocal del Consell Rector. Tanmateix el projecte va trobar molts entrebancs, entre ells el del propi ministre d'Agricultura socialista José Carlos Romero, contrari a la creació d'una estructura autonòmica de federacions. Les tensions amb el PSOE i les pressions internes sobre Boldú van comportar que decidís abandonar la seva militància al PSC.
Des de l'Agrupació de Cooperatives Agrícoles de les Terres de Lleida que presidia Boldú es van promoure cursos per a la formació dels socis de les cooperatives, dels seus treballadors i del conjunt del sector agroalimentari. Finalment per a aquesta tasca es va fundar el 1990 la Fundació Catalana de Cooperació, de la qual Boldú va ser escollit president. Boldú havia ocupat la presidència de l'Agrupació des del 1980 fins al 1989, quan va ser substituit per Virgili Chimenos, la creació de la Fundació Catalana de Cooperació el 1990 li va permetre seguir en primera línia en el món cooperatiu. Va continuar al capdavant de la Fundació fins al maig de 2001, quan va deixar el càrrec de president voluntàriament per motius de salut, tenia 75 anys. El 23 de febrer de 2009 va morir d'un infart.